# Hajjah
Hajjah (en árabe: حجة) es la ciudad capital de la gobernación de Hajjah en el noroeste de Yemen. 
Se encuentra 127 kilómetros al noroeste de Saná, a una altitud de unos 1.800 metros.
En 2003, el Ayuntamiento del Distrito Hajjah tenía una población de 53.887 habitantes.